# Caryedes helvinus
Caryedes helvinus är en skalbaggsart som först beskrevs av Victor Ivanovitsch Motschulsky 1874.  Caryedes helvinus ingår i släktet Caryedes och familjen bladbaggar. Inga underarter finns listade i Catalogue of Life.